# چاه انجیر (ممسنی)
چاه انجیر یکی از روستاهای شهرستان ممسنی، بخش ماهور میلاتی، دهستان میشان می‌باشد که دارای آب و هوایی گرم و خشک در فصل تابستان و معتدل در فصل زمستان و بهار است.